# Reza Beyk Imanverdi
Reza Beyk Imaverdi (15 de junho de 1936 - 13 de setembro de 2003) foi um ator e diretor iraniano.

## Biografia
Imanverdi nasceu no Irão em 1936. Ele encontrou emprego na embaixada do EUA em Teerã, devido ao seu bom domínio da língua inglesa. Ele adorava filmes e aspirava ser ator. Em 1958, ele se juntou a um grupo teatral chamado "Oscar".
Ele conheceu Samuel Khachikian em um acidente de trânsito. Khachikian foi um dos diretores e roteiristas de cinema mais inovadores, cujos filmes foram os maiores sucessos da época. Ele ficou impressionado com o físico atlético de Beyks e sua aparência cinematográfica. Foi em 1961 que Khachikian ofereceu a ele um papel coadjuvante em seu filme "O Grito da Meia-Noite". Esse pequeno papel foi o começo da carreira de Beyk.
Sua popularidade com os espectadores iranianos o colocou em grande demanda. Nos anos 60 e 70, ele estrelou mais de 150 filmes. 

### Após a revolução islâmica
Imanverdi, como outras estrelas de cinema iranianas, havia sido proibido de atuar. Ele teve que deixar o país contra sua vontade, ele inicialmente viajou para a Alemanha e depois se mudou para os Estados Unidos, onde trabalhou como motorista de caminhão por uma década.

### Morte
Em 2002, ele foi diagnosticado com câncer de pulmão . Após uma batalha de um ano com a doença, ele morreu em 13 de setembro de 2003.

## Fimografia
- Roozha-ye Bikhabari (1979)
- Babanin Evlatlari (1977)
- Firtina (1977)
- Sobh-e Khakestar (1977)
- Vaseteha (1977)
- Os Crookes (1974)
- Refém (1974)
- A Legião da Camorra (1973)
- Ayyoob (1971)
- Fatehine Sahra (1971)
- Mardan-e Sahar (1971)
- Pahlevan Mofrad (1971)
- Sedia Elettrica (1969)
- Ruspi (1969)
- Nabarde Ghoolha (1965)
- Donyaye Poul (1965)
- Jallad (1965)
- Zan vai para Arousakhayash (1965)
- Daghe Nang (1965)
- Sarsam (1965)
- Sarkesh (1965)
- Setarehe Sahra (1964)
- Anel Babre (1964)
- Sheitan Dar Mizanad (1964)
- Golhaye Gilan (1964)
- Dozde Shahr (1964)
- Zarbat (1964)
- Mazare Talagh (1963)
- Zamine Talkh (1963)
- Delhoreh (1962)
- Yek Ghadam Ta Marg (1961)